# Alliance française de Samara
L'Alliance française de Samara est l'Alliance française de la ville de Samara, en Russie (oblast de Samara). Fondée en 2001, elle fut inaugurée le 3 juillet 2001 par le président Jacques Chirac. A la proposition d'Hélène Carrère d'Encausse, l'association est placée sous le parrainage de l'Académie française. Ses locaux se situent au 10 ul. Vyssotskogo, dans le centre historique de la ville. Une première Alliance française a existé dans le gouvernement de Samara au début du XXe siècle.

## Présentation
Fondée en 2001 par le recteur de l'université pédagogique de Samara, qui en fut son premier président, Igor V. Verchinine (ru), l'Alliance française de Samara est une association russe à but non-lucratif dont la mission est de promouvoir la langue française, son enseignement, et les cultures francophones. Elle travaille régulièrement avec l'Institut français de Russie ainsi qu'avec les autres Alliances françaises présentes sur le territoire russe. C'est la plus ancienne Alliance française de Russie. 
Sa programmation culturelle s'articule autour de deux temps forts annuels :
- le Festival de la Francophonie de Samara (mars-avril)[5] ;
- le Festival "Automne français" (septembre-décembre)[6].

Elle a été associée à des événements culturels des collectivités locales françaises comme le festival des cultures russe et russophones du Kremlin-Bicêtre en 2013 et l'exposition itinérante Réinventer Paris en 2017. 
En mars 2013, l'Alliance française de Samara fait partie des 94 associations perquisitionnées par les autorités russes en application de la loi russe sur les agents de l'étranger. Selon le président Vladimir Poutine, ces opérations ne visent qu'à « déterminer si les activités de ces ONG sont conformes aux lois de Russie » tandis que selon le service du procureur général de Russie (ru), elles visent à démasquer les organisations extrémistes interdites « d'orientation ultranationaliste ou fondamentaliste religieuse ». 
Le 15 juin 2016, l'Alliance française de Samara reçoit sa licence d'enseignement complémentaire, autorisation officielle de l'État russe à proposer des services d'enseignement.

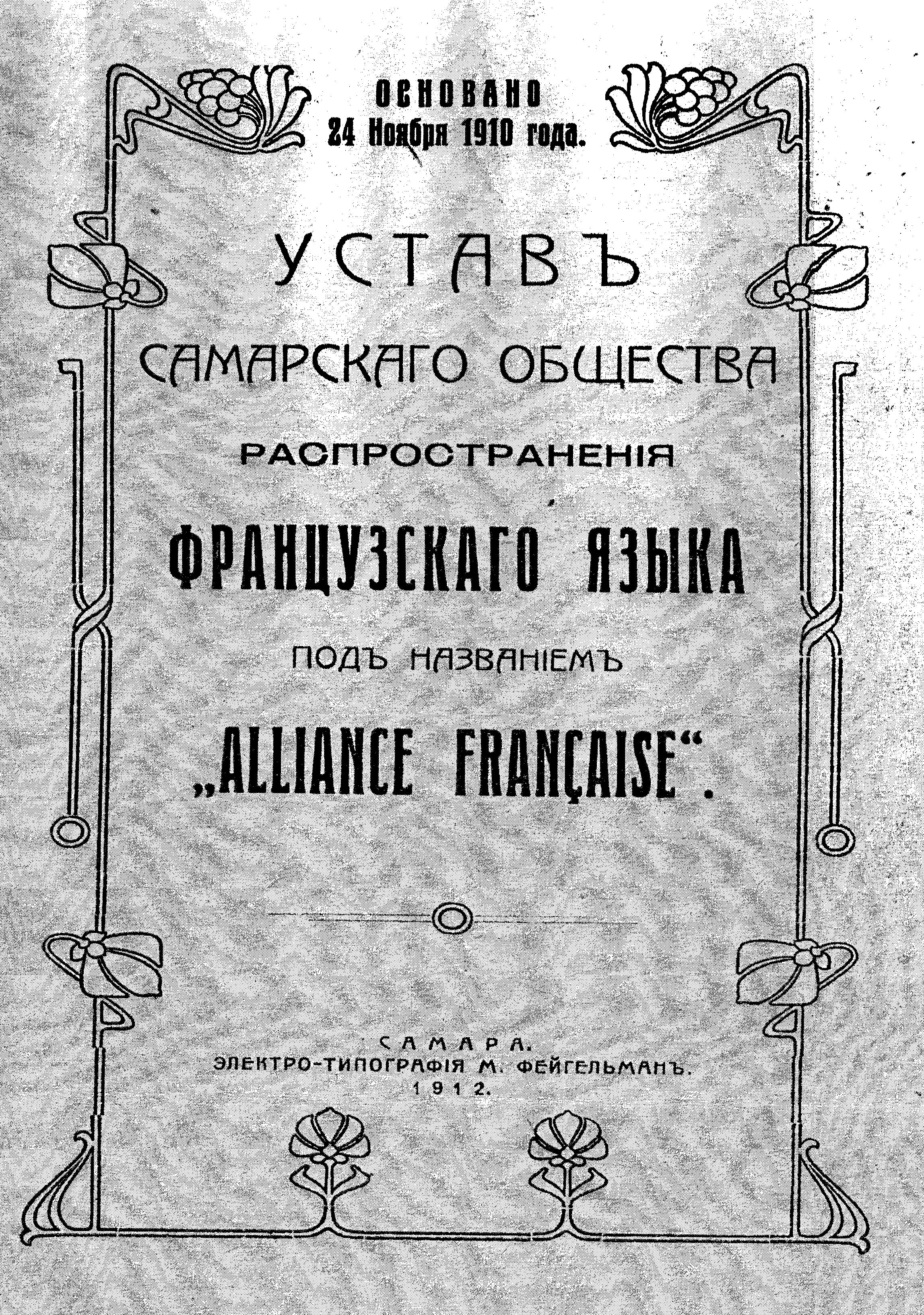
Première page des statuts de la toute première Alliance française de Samara, fondée en 1912.
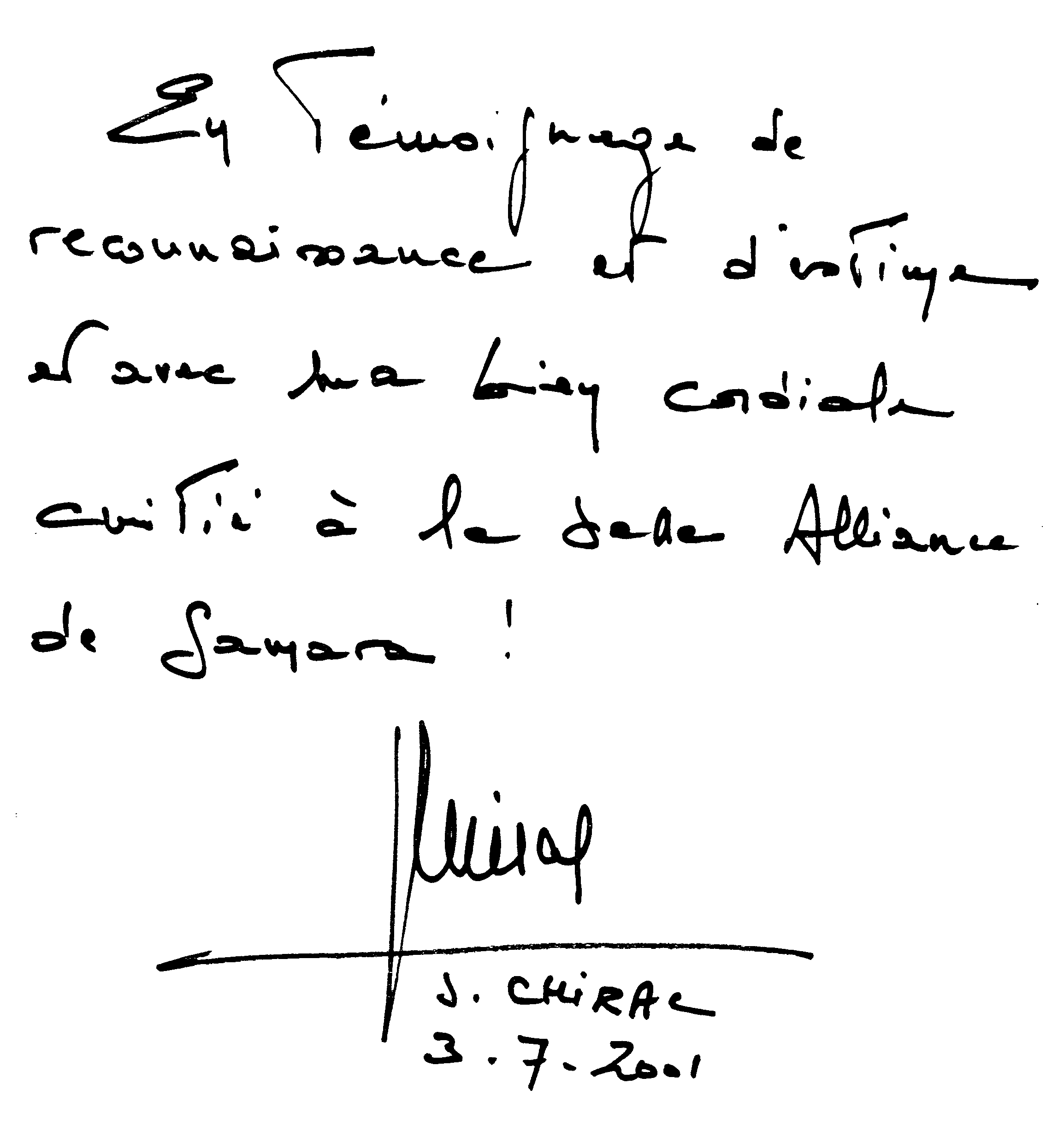
Mot de remerciement du président Jacques Chirac lors de l'inauguration de l'Alliance française de Samara, le 3 juillet 2001.